# Astragalus rosae
Astragalus rosae är en ärtväxtart som beskrevs av Christina Hedwig Kirchhoff. Astragalus rosae ingår i släktet vedlar, och familjen ärtväxter. Inga underarter finns listade i Catalogue of Life.